# Сержіу Тома
Сержіу Тома (рум. Sergiu Toma араб. توما سيرجيو; нар. 29 січня 1987, Кишинів, Молдова) — еміратський, раніше молдовський, дзюдоїст, бронзовий призер Олімпійських ігор 2016 року, призер чемпіонатів світу та Європи.

## Виступи на Олімпіадах
| Олімпіада   | Дисципліна | Місце |
| ----------- | ---------- | ----- |
| Пекін 2008  | До 73 кг   | 17    |
| Лондон 2012 | До 81 кг   | 17    |
| Ріо 2016    | До 81 кг   | 3     |